# Le Tout Nouveau Testament
Le Tout Nouveau Testament is een surrealistische film uit 2015 van Jaco Van Dormael. Het filmscript kwam tot stand in samenwerking tussen de schrijver Thomas Gunzig en Van Dormael. Als acteurs kon hij onder meer Catherine Deneuve, Benoît Poelvoorde en Yolande Moreau aantrekken. Het is de eerste film van Van Dormael sinds Mr. Nobody uit 2009.
De eerste werktitel van de film was La Fille de Dieu. Initieel was ook niet Poelvoorde maar Daniel Auteuil aangezocht voor de rol van God. De opnames vonden plaats in België in de zomer van 2014, onder meer in Blankenberge en Brussel. Muziek in de film werd gecomponeerd door An Pierlé, director of photography was Christophe Beaucarne. De film werd geselecteerd voor de Quinzaine des réalisateurs tijdens het 68e filmfestival van Cannes in mei 2015.

## Verhaal
God leeft met zijn echtgenote en een tienjarige dochter Ea in Brussel. Hij bezorgt met een sadistisch genoegen van achter zijn computer de mensen allerlei soorten groot en klein leed. Ea verveelt zich thuis en voelt zich opgesloten in hun kleine appartement in de Brusselse binnenstad. Ze beslist op een dag zich tegen haar vader te keren, hackt zijn computer en stuurt aan mensen in de hele wereld berichtjes met hun eigen sterfdag, waardoor wereldwijd mensen moeten nadenken over wat nog te doen met de dagen, maanden en jaren die ze nog hebben. 
Om de schade te herstellen moet God wel de straat op, en ontdekt hij wat een lelijke wereld hij geschapen heeft. Intussen komt Ea een dakloze tegen die bereid is Het Gloednieuwe Testament op haar aanwijzingen op te schrijven, en zoekt ze zes nieuwe bijkomende apostelen, mensen die getekend zijn door het leven. Samen met de twaalf apostelen van haar broer wordt het een ploeg van 18 personen. Een van hen is Martine, een eenzame, verwaarloosde vrouw, een andere is Aurélie, een verlegen jonge vrouw met een armprothese, die zichzelf lelijk vindt en vreest nooit de liefde te leren kennen. Ook een moordenaar, een seksueel geobsedeerde en een verlamde behoren tot haar selectie. Bij elk van hen verricht ze een klein mirakel. Martine wordt verliefd op een gorilla, de moordenaar schiet Aurélie in de kunstarm en wordt verliefd op haar, de geobsedeerde vindt zijn jeugdliefde terug ... ieder krijgt een surrealistisch lot. 
In de slotscène, op het strand van Blankenberge waar iedereen die gaat sterven naar de zee trekt, volgt de apotheose.

## Rolverdeling
| Acteur            | Personage              |
| ----------------- | ---------------------- |
| Pili Groyne       | Ea, de dochter van God |
| Benoît Poelvoorde | God                    |
| Yolande Moreau    | de vrouw van God       |
| Catherine Deneuve | Martine                |
| Laura Verlinden   | Aurélie                |
| François Damiens  | François               |
| Serge Larivière   | Marc                   |
| Didier De Neck    | Jean-Claude            |
| Romain Gelin      | Willy                  |
| Marco Lorenzini   | Victor                 |
| Emylie Buxin      |                        |
| Cyril Perrin      |                        |
| Johan Leysen      |                        |
| Viviane De Muynck |                        |
| Johan Heldenbergh |                        |
| Tom Audenaert     |                        |

## Prijzen en nominaties
De film werd geselecteerd als Belgische inzending voor de beste niet-Engelstalige film voor de 88ste Oscaruitreiking maar werd niet genomineerd. De film ontving 10 nominaties voor de Magritte du cinéma, de belangrijkste filmprijs van (Franstalig) België en won er vier (onder andere beste film en beste regie).
| Jaar | Prijs              | Categorie        | Genomineerde(n)                   | Uitslag  |
| ---- | ------------------ | ---------------- | --------------------------------- | -------- |
| 2016 | Magritte du cinéma | Beste film       | Beste film                        | Gewonnen |
| 2016 | Magritte du cinéma | Beste regisseur  | Jaco Van Dormael                  | Gewonnen |
| 2016 | Magritte du cinéma | Beste filmmuziek | An Pierlé                         | Gewonnen |
| 2016 | Magritte du cinéma | Beste scenario   | Thomas Gunzig en Jaco Van Dormael | Gewonnen |